# Interne des hôpitaux en France
 Mise en garde médicale
L'interne, anciennement l'interne des hôpitaux[pas clair], est un membre du personnel médical en formation en médecine, pharmacie ou odontologie acquérant une formation clinique à plein temps au sein d'un centre hospitalier universitaire ou ambulatoire au sein d'une unité de soins d'enseignement et de recherche (USER) comportant cabinet, maison de santé pluridisciplinaire ou centre de protection maternelle et infantile (PMI) agréés[pas clair]. L'internat pour les étudiants pharmaciens ou dentistes ne se destinant pas à un exercice hospitalier garde un caractère facultatif. L'internat est obligatoire pour un futur médecin, pour toutes les spécialités, dont la médecine générale.
Les étudiants de 3e cycle continuent donc à se former de façon théorique dans une unité de formation et de recherche et à y développer un projet de recherche, en particulier pour leur thèse et mémoire de Diplôme d'études spécialisées.

## Praticien et non étudiant
L'interne des hôpitaux participe au service public hospitalier où il traite ses patients avec une autonomie relative, pour lesquels il peut établir des prescriptions sous le contrôle et par délégation d'un médecin titulaire.
L'internat est le temps des études médicales consacré à la spécialisation, la médecine générale étant une spécialité à part entière. De ce fait, l'interne prépare un diplôme d'études spécialisées (DES), qui pourra être complété d'un diplôme d'études spécialisées complémentaires (DESC), et une thèse d'exercice, rédigeant souvent deux mémoires au cours de l'internat, de plus en plus souvent sous la forme d'articles publiables dans une revue médicale, selon les inter-régions et une thèse avant d'obtenir le diplôme de docteur. Depuis 2017, les DESC ont disparu et sont devenus des DES à part entière ou sont passés sous forme de FST (Formations Spécialisées Transversales). Néanmoins, les internes en médecine sont considérés comme des médecins à part entière, disposant d'un droit de prescription. Ils peuvent ainsi souvent se faire appeler « docteur » même s'ils n'ont encore soutenu aucune thèse et exercer comme remplaçants après validation de cinq semestres de troisième cycle d'études.
Au sein d'autres systèmes éducatifs et sanitaires, l'internat des hôpitaux équivaut à un résidanat.
En France, les internes ont un statut d'agent public et non d'étudiant selon l'article R6153-2 du Code de la Santé Publique tout comme un résident a le titre de médecin dans les pays anglophones, notamment les États-Unis ou en Suisse (où il est souvent appelé médecin assistant).

## Us et coutumes
Ces professionnels de santé, qui poursuivent leur formation avant d'être inscrits individuellement au tableau de l'Ordre de leur profession et d'exercer une pratique plus individuelle et autonome, sont parfois appelés « Docteurs » avant même la soutenance de quelque thèse que ce soit.

## Conditions de travail
En France, le ministre des Affaires sociales et de la Santé (Marisol Touraine) a demandé fin 2012 à un groupe de travail de proposer des pistes d'amélioration, rendues début mars 2013 sous forme d'un rapport organisé autour de trois objectifs :
1. Améliorer les conditions de travail des médecins en formation et celles des jeunes médecins ; notamment en prenant mieux en compte « les indemnités de sujétion d’exercice des premières années et les indemnités de responsabilité pour le stage en autonomie en secteur ambulatoire des internes de médecine générale de troisième année), des chefs de clinique et des assistants (activité multi-établissements…) », en prenant mieux en compte le congé maternité pour les internes, en remboursant les frais de transport des étudiants et internes en stage en secteur ambulatoire et en valorisant les astreintes (indemnisation forfaitaire, même si aucun déplacement n’est effectué durant l'astreinte)[5] ;
2. Renforcer la formation (chaque interne de garde devrait être encadré par un médecin senior sur place) ; augmenter le temps consacré à la recherche[5] et à l'enseignement et à la recherche pour les chefs de clinique-assistants et assistants hospitalo-universitaires ; sanctuariser les deux demi-journées universitaires des internes (par semaine), soutenir le nombre d’années-recherche, professionnaliser l’internat et clarifier le post-internat ;
3. Mieux prévenir les risques professionnels, garantir la protection des médecins en formation et des jeunes médecins ; améliorer le dialogue social, via notamment une « charte d’accueil des étudiants et des internes dans les hôpitaux publics ». Une circulaire a rappelé en septembre 2012 aux directeurs des agences régionales de santé (ARS) la législation sur les heures de repos des internes dans les établissements de santé[5].